# Rhynchostegium sinense
Rhynchostegium sinense är en bladmossart som beskrevs av Brotherus 1925. Rhynchostegium sinense ingår i släktet näbbmossor, och familjen Brachytheciaceae. Inga underarter finns listade i Catalogue of Life.